# Голден Бич (Флорида)
Голден Бич (енгл. Golden Beach) град је у америчкој савезној држави Флорида. По попису становништва из 2010. у њему је живело 919 становника.

## Демографија
Према попису становништва из 2010. у граду је живело 919 становника, што је 0 (0,0%) становника више него 2000. године.
| Група             | 2000.       | 2010.       |
| Белци             | 688 (74,9%) | 660 (71,8%) |
| Афроамериканци    | 3 (0,3%)    | 16 (1,7%)   |
| Азијати           | 13 (1,4%)   | 3 (0,3%)    |
| Хиспаноамериканци | 200 (21,8%) | 241 (26,2%) |
| Укупно            | 919         | 919         |